# Moduru, Hunsur
Moduru là một làng thuộc tehsil Hunsur, huyện Mysore, bang Karnataka, Ấn Độ.